# Митра, Премендра
Премендра Митра (бенг. প্রেমেন্দ্র মিত্র; 1904, Варанаси — 1988, Калькутта) — бенгальский поэт, автор романов, новелл, триллеров и кинорежиссёр
. Он много писал на родном языке в жанре научной фантастики, что также принесло ему немалую славу в Бенгалии. Критика человечества привела его к убеждению, что для того чтобы выжить, человеческие существа должны «забыть о своих различиях и объединиться».

## Биография
Он родился в Варанаси, Индии, где его отец, Гьянендранатх Митра, работал в железнодорожной компании Indian Railways, что давало возможность путешествовать по многим местам Индии. Потеряв свою мать, которая умерла, когда он был ещё ребенком, он воспитывался бабушкой и дедушкой в штате Уттар-Прадеш, а остальные годы своей жизни провел в Калькутте и Дакке. Он учился в South Suburban School (Main) и поступил в Шотландский церковный колледж (Scottish Church College) в Калькутте для получения степени бакалавра искусств, который он бросил, не окончив обучение, для того чтобы изучать сельское хозяйство в городе с другом Рабиндраната Тагора, Леонардом Элмхирстом. Потеряв интерес, он вернулся к образованию сначала на базовый университетский курс в Дакке, а в 1925 году — в колледж Асутоша (Asutosh College) в Калькутте, где помогал в исследованиях писателю и литературоведу Динешу Чандра Сену.
В начале карьеры он (безуспешно) стремился стать врачом, изучая естественные науки. Затем пытался работать школьным учителем. Он даже пробовал сделать карьеру предпринимателя, но и этот замысел не увенчался успехом. Перепробовав другие профессии, в которых он смог добиться лишь незначительного или среднего успеха, он заново открыл в себе писательский талант и вскоре стал бенгальским писателем и поэтом.
В 1930 году он женился на Бине Митра. В это время он работал профессором бенгальского языка в City College на севере Калькутты. Почти всю жизнь он провел в доме района Калигхат в этом же городе.

## Писатель и редактор
В ноябре 1923 года Митра приехал из Дакки и остановился в столовой на Gobinda Ghoshal Lane в Калькутте. Там он написал 2 рассказа и отправил их в популярный бенгальский журнал «Prabasi» (значение: эмигрант). Его первым опубликованным произведением стало «Шудху Керанееин Прабаси» («Shudhu Keraneein Prabasi») в марте 1924 года. В следующем выпуске был опубликован другой рассказ — «Гопончхарини» («Goponcharini»). Его стихотворения были известны своей остротой и остроумием. В них также выражалось сочувствие к страданиям пролетариата. В 1925 году, когда Рабиндранатх Тагор написал «Punoshcho», первую всемирно признанную бенгальскую книгу стихотворений в прозе, Митра написал похожие стихи в журналы «Bijli», «Kali Kalam» и др. Буддхадеб Босу после этого написал:
«Он — один из ранних авторов, можно сказать пионеров, кто работал в жанре стихотворений в прозе».
Его первой книгой поэзий была «Prothoma» («Первая леди», 1932).
Его рассказы были новаторскими и хорошо структурированными и охватывали все различия и разнообразие городской жизни Индии. Темы бедности, вырождения, кастовости, периодических конфликтов между религией и рационализмом, а также темы различий между сельской и городской жизнью формируют тематический рефрен в большинстве его работ. Он экспериментировал со стилистическими оттенками бенгальской прозы и пытался предложить альтернативные лингвистические характеристики элитному прозаичному языку бенгали. В основном это были попытки освободить бенгальскую литературу от мягкости, излишней романтики и устаревшего стиля письма, преобладавшего в более ранних произведениях. «Nana Ronge Bona» («Связанный из разных цветов») является не только собранием рассказов, но и единственно известной автобиографией Премендры Митры. Он работал редактором бенгальских газет и журналов новостей, таких как «Kollol», «Kali Kalam», «Banglar Kotha», «Bongobani» и т. д. Он также писал в «Mouchak», журнал под руководством Судхира Чандра Саркара. Он был связан с радио «Akashbani» сначала как продюсер, позже он исполнял там другие обязанности.
Он даже создал блестящие инновационные образцы триллеров и научной фантастики, основанные на твердых научных фактах. Два из его более известных рассказов — «Piprey Puran» («История муравьев») и «Mangalbairi» («Враги Марса»). Хотя эти произведения более популярны среди бенгальскоговорящих школьников и подростков, они также пользуются популярностью и среди старшего поколения ценителей литературы.

### Гханада
Создание образа Гханады (Ghanada — «старший брат Гхана» на бенгальском) в особенности принесло ему общественное признание. Гханада — равнодушный безработный мужчина средних лет, который явно умеет сочинять истории приключений прямо на ходу. Тематически его сюжеты охватывают широкий спектр: преступления, человеческая изобретательность, наука, история, география, метафизика и философия. Очевидно, что хоть сам Гханада и не был вовлечен в те приключения, в которых он якобы принимал участие, он безусловно является образованным человеком с исключительным талантом повествовать. С научной точки зрения истории очень точные. Гханаду можно воспринимать, как пародию на самого Митру или как карикатуру на неженатого городского интеллигента, который в мире книг и знания чувствует себя как дома, при этом не имея почти никакого практического опыта. Интересно заметить, что так же, как и персонаж Фелуда Сатьяджита Рая, старший Гханада хоть и не питает отвращение к противоположному полу, но и не может вести себя с женщинами непринужденно. Он останавливается в общежитии, в котором проживают одни мужчины, и ведет скромное существование. Гханада — самоучка, получивший образование преимущественно благодаря времени, проведенному в местных библиотеках. То, что эти рассказы отражают также более обширные модели социальных трансформаций, ещё стоит доказать.

### Меджокорта
Другим шедевром Премендры Митры является персонаж Меджокорта (Mejokorta — «следующий брат старшего сына в семье» на бенгальском). Меджокорта был знаменитым Бхут Шикари (Bhoot Shikari — «охотник за привидениями»). Ряд историй о Меджокорте, хоть и не такие длинных, как о Гханаде, сделали неоценимый вклад в жанр рассказов о привидениях в Бенгалии.
Произведения Митры были включены в школьную программу по бенгальской литературе в средних и старших классах, а также в высших учебных заведениях в Бангладеш и Западной Бенгалии.

## Сценарист
- «Руины» / Khandhar' (1984)
- «Трус» / Kapurush (1965)
- «Святой остров» / Sagar Sangamey (1959)
- «Кто преступник?» / Apradhi Kaun (1957)
- «Кабулиец» / Kabuliwala (1957)
- Bideshini (1944)

## Режиссёр
- Kankantala Light Railway (1950)
- Bideshini (1944)

## Издания на русском языке
- Премендро Митро. / Пер. с бенгали Н. Горской. // Из современной индийской поэзии. М.: Прогресс, 1980. С. 79-134.

## Награды
- Бенгальская литературная премия (1957).